# Anisacate fragile
Anisacate fragile är en spindelart som beskrevs av Cândido Firmino de Mello-Leitão 1941. 
Anisacate fragile ingår i släktet Anisacate och familjen mörkerspindlar. Inga underarter finns listade i Catalogue of Life.